# Санга-Мбаере
3°30′ пн. ш. 16°05′ сх. д. / 3.500° пн. ш. 16.083° сх. д.
Санга-Мбаере — одна з 2 економічних префектур Центральноафриканської Республіки.
Межує на північному заході з префектурою Мамбере, на північному сході з префектурою Лобан, на сході з Республікою Конго, на заході з Камеруном.
Назва походить від річок Санга і Мбаере. Санга утворюється на території провінції при злитті річок Кадеі і Мамбере в районі міста Нола і тече на південь, впадаючи в річку Конго. Мбаере тече по кордону і вливається в річку Лобан (притока Убанги).